# Ільченко Олександр Кононович
Олександр Кононович Ільченко (нар. 1901, село Курне Новоград-Волинського повіту Волинської губернії, тепер Пулинського району Житомирської області — 29 січня 1961, місто Луцьк Волинської області) — український радянський діяч, 2-й секретар Сумського та Ровенського обласних комітетів КП(б)У, 2-й секретар Іркутського обкому ВКП(б).

## Біографія
Народився в родині селянина-бідняка. Трудову діяльність розпочав у десятирічному віці наймитом у заможних селян. Навчався в сільській школі.
У 1920 році закінчив семирічну школу. З 1920 по 1923 рік навчався у Вищій українській педагогічній школі.
У 1923—1924 роках — у Червоній армії.
У 1924—1927 роках — столяр заводу сільськогосподарських машин у місті Бердянську.
Член ВКП(б) з 1925 року.
З 1927 року перебував на відповідальній партійній роботі. У 1927—1928 роках — завідувач агітаційно-пропагандистського відділу Старо-Керменчицького районного комітету КП(б)У Маріупольського округу.
З червня 1928 по 1930 рік — секретар Царе-Костянтинівського районного комітету КП(б)У Маріупольського округу.
У 1930—1932 роках — студент Харківського комуністичного університету імені Артема.
У 1932—1933 роках — відповідальний секретар журналу «Більшовик України».
У січні 1933 — 1936 року — заступник начальника політичного відділу, начальник політичного відділу Вільхуватської машинно-тракторної станції Харківської області; начальник політичного відділу Кегичівської машинно-тракторної станції Харківської області.
У 1936—1938 роках — інструктор Харківського обласного комітету КП(б)У.
У 1938 — березні 1940 року — 1-й секретар Тростянецького районного комітету КП(б)У Харківської області.
У березні — 26 грудня 1940 року — 3-й секретар Сумського обласного комітету КП(б)У.
26 грудня 1940 — 1941 року — 2-й секретар Сумського обласного комітету КП(б)У.
У грудні 1941 — 9 квітня 1943 року — 2-й секретар Іркутського обласного комітету ВКП(б).
У грудні 1943 — травні 1946 року — 2-й секретар Ровенського обласного комітету КП(б)У.
У липні 1946—1948 роках — 1-й заступник голови виконавчого комітету Волинської обласної ради депутатів трудящих.
У 1948—1952 роках — голова Волинської обласної ради професійних спілок.
З 1952 року — персональний пенсіонер. Помер після важкої хвороби.

## Нагороди
- орден Трудового Червоного Прапора (23.01.1948)
- медаль «За перемогу над Німеччиною у Великій Вітчизняній війні 1941—1945 рр.»
- медаль «За доблесну працю у Великій Вітчизняній війні 1941—1945 рр.»
- медалі